# Linda Zervakis

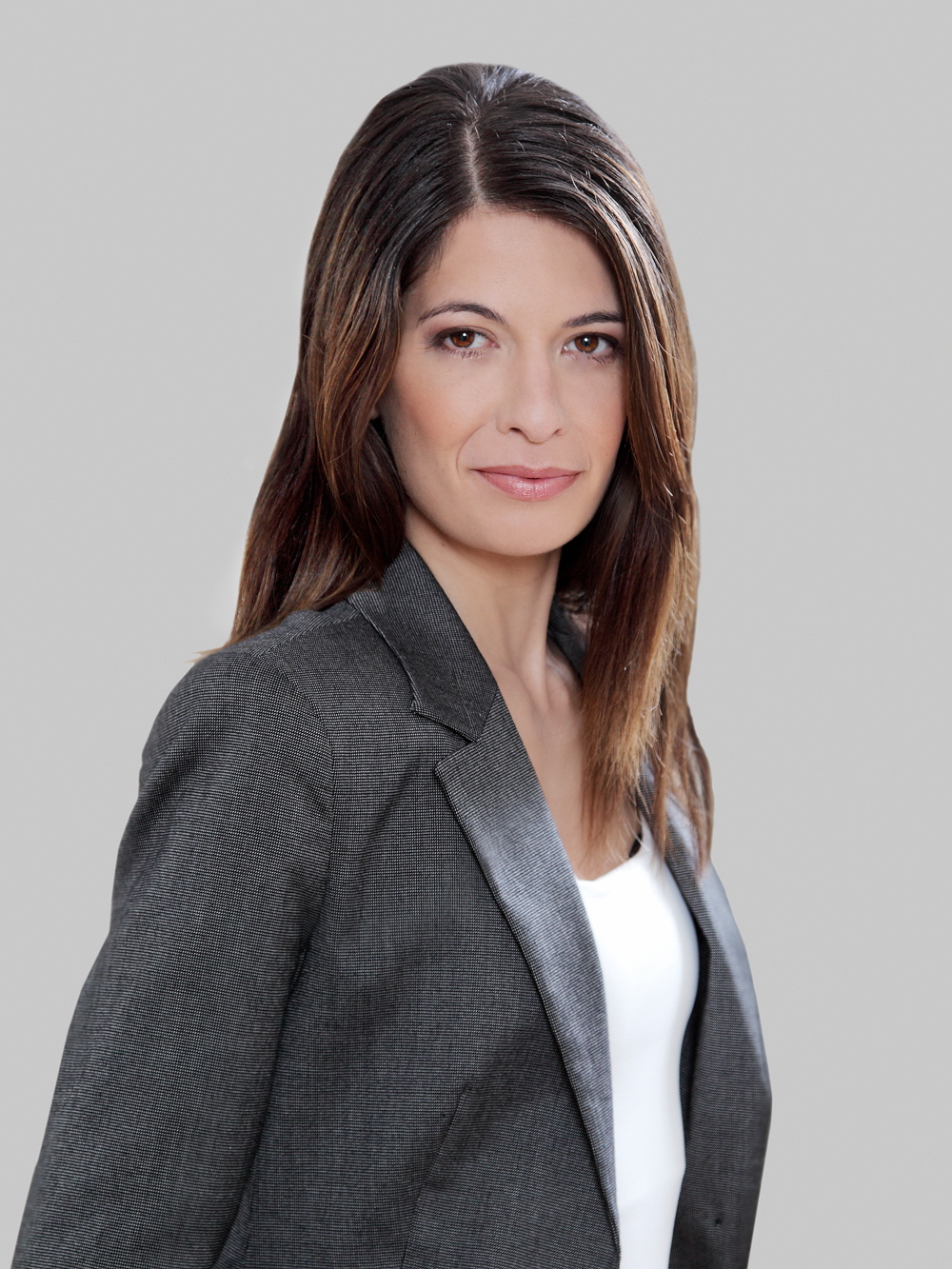
Linda Zervakis, 2010

Linda Lydia Zervakis (* 25. Juli 1975 in Hamburg; griechisch Λίντα Ζερβάκη) ist eine deutsch-griechische Nachrichtensprecherin und Fernsehmoderatorin bei ProSieben. Sie war von 2013 bis 2021 Sprecherin der Hauptausgabe der Tagesschau.

## Herkunft und Schulbildung
Ihre Eltern zogen in den 1960er Jahren als Gastarbeiter von Griechenland nach Deutschland. Sie wuchs in Hamburg-Harburg auf, wo sie das Friedrich-Ebert-Gymnasium besuchte.
Ihr Vater arbeitete zunächst für die Phoenix AG und führte später zusammen mit seiner Frau einen Kiosk. Nach dem Tod des Vaters halfen sie und ihre ebenfalls minderjährigen Brüder der Mutter dort bei der Arbeit. Bis zu ihrem 28. Lebensjahr arbeitete Zervakis sonntags im Kiosk.

## Beruflicher Werdegang
Nach dem Abitur 1994 absolvierte sie ein Praktikum bei der Werbeagentur BBDO, für die sie anschließend drei Jahre lang als Werbetexterin arbeitete. Später war sie als Volontärin und Redakteurin für verschiedene Hörfunk- und Fernsehproduktionsfirmen tätig. 2001 wechselte sie zum NDR, wo sie zunächst als Nachrichtensprecherin und Redakteurin für N-Joy arbeitete. Ab 2004 war sie Nachrichtensprecherin und Reporterin für das Schleswig-Holstein Magazin und ab 2006 moderierte sie EinsExtra Aktuell. Von 2008 bis 2010 war sie außerdem Außenreporterin von Mein Nachmittag.
Ab Februar 2009 vertrat sie Gabi Bauer und Ingo Zamperoni im Nachtmagazin und im Februar 2010 wurde sie Sprecherin der Tagesschau. Von Juli bis September 2011 war sie außerdem im Nachmittagsprogramm von 1 Live zusammen mit Simon Beeck zu hören. Im Mai 2013 wurde sie Nachfolgerin von Marc Bator als Sprecherin der Hauptausgabe der Tagesschau. Sie war die erste Sprecherin der Tagesschau-Hauptausgabe mit Migrationshintergrund.
Im Februar 2018 moderierte sie zusammen mit Elton Unser Lied für Lissabon, die deutsche Vorentscheidung zum Eurovision Song Contest 2018, und im Februar 2019 zusammen mit Barbara Schöneberger Unser Lied für Israel, die deutsche Vorentscheidung zum Eurovision Song Contest 2019. Im September 2019 und im September 2020 moderierte sie zusammen mit Daniele Rizzo die Verleihung des Goldene Kamera Digital Award.
Vom 28. September bis zum 12. Oktober 2018 strahlte der NDR die dreiteilige erste Staffel ihrer Sendung Linda Zervakis: Alles auf Anfang aus, bei der sie mit jeweils zwei Prominenten wichtige Orte aus deren Vergangenheit besuchte. Die ebenfalls dreiteilige zweite Staffel wurde ab dem 3. Januar bis zum 24. Januar 2020 ausgestrahlt. Am 21. Dezember 2019 führte sie durch die Sendung Extra 3 Night Live, eine Sonderausgabe des Satiremagazins Extra 3. Im Juni 2020 startete sie zusammen mit Spotify den Podcast Linda Zervakis präsentiert: Gute Deutsche.
Im April 2021 kündigte Zervakis ihren Rückzug als Tagesschau-Sprecherin an. Ihre letzte Sendung hatte sie am 26. April 2021.
Zwei Tage nach ihrer letzten Tagesschau-Moderation teilte der Fernsehsender ProSieben mit, dass sie an der Seite von Matthias Opdenhövel eine wöchentliche Infotainment-Show moderieren wird. Nach Angaben des Senders sollen unter dem Titel Zervakis & Opdenhövel. Live. in jeweils zweistündigen Sendungen Reportagen und Interviews zu aktuellen, relevanten, nachhaltigen und unterhaltsamen Themen gezeigt wurden. Der Sender Pro7 stellte das Format zum 20. Dezember 2023 ein. Am 19. September 2021 moderierte Zervakis zusammen mit der Journalistin Claudia von Brauchitsch auf den Sendern der ProSiebenSat.1-Gruppe das dritte Triell zur Bundestagswahl 2021. Darin konfrontierte sie unter anderem den Kandidaten der CDU, Armin Laschet, mit einem Micky-Maus-Heft, in dem bereits 1993 auf die klimatischen Folgen durch die Abholzung des Regenwalds aufmerksam gemacht wurde. Darüber hinaus moderieren Zervakis und von Brauchitsch seit November 2021 im Rahmen von Sonderprogrammen die gemeinsamen monothematischen Infosendungen der Sender ProSieben und Sat.1. Im März 2024 kehrte Zervakis für die Streaming-Satire-Talkshow Rocko Schamoni Supershow in ihre alte Schule, das Friedrich-Ebert-Gymnasium in Hamburg, zurück. Im Mai 2024 vertrat Zervakis Judith Rakers bei der NDR- und Radio-Bremen-TV-Talkshow 3 nach 9.
Seit Anfang 2025 moderiert Linda Zervakis den Politik-Podcast Berlin Code aus dem ARD-Hauptstadtstudio. Zudem moderiert sie die wöchentliche ProSieben-Satiresendung Fake News.

## Kontroverse um Interview mit Olaf Scholz 2022
Im Juni 2022 interviewte Linda Zervakis Bundeskanzler Olaf Scholz auf der re:publica 2022. Im Januar 2023 wurde durch Recherchen der taz bekannt, dass Zervakis für diesen Auftritt nicht von den Veranstaltern der re:publica, sondern vom Bundeskanzleramt selbst engagiert worden war. Das Interview, das den Eindruck einer unabhängigen Befragung erwecken wollte, bekam ein kritisches Medienecho: Bei Beobachtern entstand der Eindruck, dass es „inhaltsleer“ gewesen sei, und das Redaktionsnetzwerk Deutschland merkte an, dass „Scholz eher geschont worden sei“. Zervakis erhielt für den Auftritt vom Bundeskanzleramt eine Kostenpauschale von 1.130,50 Euro, was erst im Februar 2023 bekannt wurde, nachdem die taz beim Verwaltungsgericht auf Auskunft geklagt hatte. Nach ihrem Auftritt auf der re:publica moderierte sie einen weiteren Auftritt des Bundeskanzlers bei der Veranstaltung „Deutschland. Einwanderungsland – der Dialog für Teilhabe und Respekt!“ im November 2022 für knapp 11.000 Euro. Insgesamt erhielt sie im Jahr 2022 vom Kanzleramt 12.000 Euro. Laut Antwort der Bundesregierung auf eine Kleine Anfrage der AfD-Fraktion im Bundestag absolvierte sie bereits in den Jahren 2018 bis 2020 mindestens drei vergütete Moderationen bei den Verleihungen des Nationalen Integrationspreises.
Gegenüber t-online verwies Zervakis‘ Management darauf, dass sie „als Moderatorin, nicht als Journalistin, tätig geworden“ sei.

## Privates
Zervakis ist seit 2012 mit einem NDR-Journalisten verheiratet, mit dem sie seit Februar 2012 einen Sohn und seit Februar 2015 eine Tochter hat. Gemeinsam wohnen sie in Hamburg. Linda Zervakis besitzt die deutsche und die griechische Staatsbürgerschaft.
Seit November 2018 ist sie Botschafterin der BürgerStiftung Hamburg.

## Sonstige Auftritte
Zervakis hatte 2021 einen Gastauftritt bei der Sendung Das Duell um die Welt – Team Joko gegen Team Klaas und zwei Gastauftritte in der Sendung Joko & Klaas gegen ProSieben.

## Musikvideos
Zervakis erschien in folgenden Musikvideos:
- 2016: Es war einmal von Beginner[30]
- 2019: Wer sagt denn das? von Deichkind[31]
- 2020: True Romance von Die Ärzte[32]

## Werke
- Königin der bunten Tüte – Geschichten aus dem Kiosk. Rowohlt, Reinbek 2015, ISBN 978-3-644-54811-4.
- Etsikietsi – Auf der Suche nach meinen Wurzeln. Rowohlt, Reinbek 2020, ISBN 978-3-644-40609-4.
- Wenn ich das kann, kannst du das auch! (Kochbuch), Gräfe und Unzer, München 2022, ISBN 978-3-8338-8232-6.
- Landgang: Berichte von außerhalb der Stadt. Ullstein, 2023, ISBN 978-3864932359.